# سد چونگ جو
سد چونگ جو (به لاتین: Chungju Dam) یک سد وزنی و نیروگاه برقابی در کره جنوبی است که در چونگجو واقع شده‌است.